# L'Homme qui rêvait d'un enfant
Pour plus de détails, voir Fiche technique et Distribution.
L'Homme qui rêvait d'un enfant est un film français, sorti en 2006.

## Fiche technique
- Titre : L'Homme qui rêvait d'un enfant
- Réalisation : Delphine Gleize
- Scénario : Delphine Gleize
- Photographie : Crystel Fournier
- Musique : Arthur H.
- Pays d'origine :  France
- Genre : comédie dramatique
- Date de sortie : 2006

## Distribution
- Artus de Penguern : Alfred
- Darry Cowl : Jules K.
- Esther Gorintin : La mère d'Alfred
- Valérie Donzelli : Suzanne
- Rolande Kalis : L'assistante sociale